# Diphya bicolor
Diphya bicolor är en spindelart som beskrevs av Jehan Vellard 1926. Diphya bicolor ingår i släktet Diphya och familjen käkspindlar. Inga underarter finns listade i Catalogue of Life.